# Cyphocaris anonyx
Cyphocaris anonyx is een vlokreeftensoort uit de familie van de Cyphocarididae. De wetenschappelijke naam van de soort is voor het eerst geldig gepubliceerd in 1871 door Boeck.